# Satellit (Biologie)

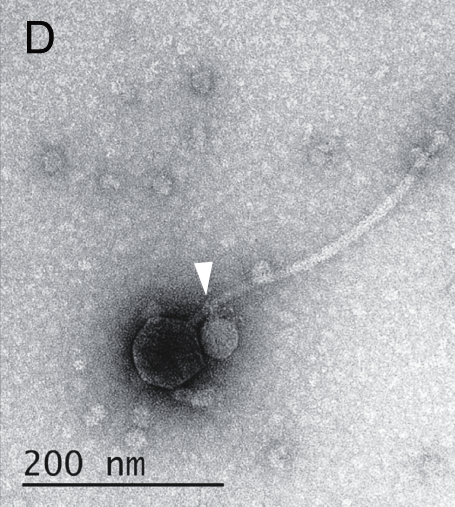
TEM-Aufnahme eines Virions des Satellitenphagen MiniFlayer, angeheftet am „Hals“ eines Virusteilchens seines Helfervirus, des Streptomyces-Phagen MindFlayer

Satelliten sind subvirale Partikel, die aus einem Nukleinsäuremolekül und einigen Proteinen bestehen. Sie können als unselbständige Viren aufgefasst werden, die allein nicht in der Lage sind, sich in einer Wirtszelle zu vermehren. Sie benötigen für ihre Replikation zusätzlich ein oder sogar mehrere Helferviren, mit denen die Wirtszelle gleichzeitig infiziert sein muss (Koinfektion). Das Helfervirus stellt die für die Vermehrung des Satelliten benötigten Funktionen zur Verfügung. Die Wirtszelle produziert dann anstelle des Virus hauptsächlich den Satelliten.
Codiert das Genom des Satelliten für ein Nukleokapsid, wird er als Satellitenvirus bezeichnet. Satellitenviren können sich in der Regel nicht selbständig replizieren. Virusoide hingegen können sich unabhängig vom Helfervirus replizieren, codieren jedoch nicht für ein Capsid.
Krankheiten durch Satelliten sind fast ausschließlich bei Pflanzen bekannt (Tabak, Tomaten, Getreide, Stachelbeeren usw.). Einige wurden bei Pilzen (Ustilago maydis und Saccharomyces cerevisiae) und Protisten (Trichomonas vaginalis) gefunden. Bei Bienen wird die Chronische Bienenparalyse durch Satelliten verursacht.
Beeinträchtigt oder stört der Satellit die Vermehrung des Helfervirus (parasitiert er dieses also), so nennt man ihn gelegentlich auch einen „Virophagen“.
Ein verwandter Begriff ist auch der des DIV („Defektives interferierendes Virus“, englisch defective interfering virus, auch defective interfering particle, DIP). Dies ist eine natürlich entstandene oder künstlich erzeugte defektive Abart eines Virus-Wildtyps, die den Wildtyp als Helfervirus braucht und dessen Replikation m. o. w. stören kann.

## Taxonomie
Satelliten wurden mit dem ICTV Update im November 2018 taxonomisch erfasst. Im Prinzip wird dasselbe Schema verwendet wie für Viren, allerdings mit Namensendungen, die nicht „vir“, sondern „satellit“ als Bestandteil haben. Im tatsächlichen Gebrauch sind bei diesem Stand folgende Gruppen:
Familie (…satellitidae)
Unterfamilie (…satellitinae)
Gattung oder Genus (…satellite)

Art oder Species (…satellite)
Beispiele zu einer solchen Satelliten-Taxonomie:
- Familie: Alphasatellitidae

- Unterfamilie: Geminialphasatellitinae

- Gattung: Ageyesisatellite

- Art: Ageratum yellow vein Singapore alphasatellite (AYVSGA).

…

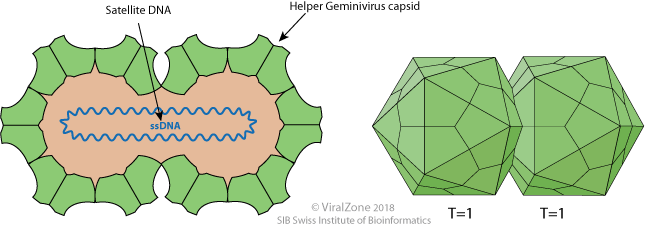
Virion der Familie Tolecusatellitidae, Querschnitt und Seitenansicht

- Familie: Tolecusatellitidae (ohne Unterfamilien)

- Gattung: Betasatellite

- Art: Ageratum leaf curl Buea betasatellite

…
In der Praxis findet jedoch für viele Satellitenviren die gewöhnliche Namenskonvention für Viren Anwendung, z. B. für die Gattung Mavirus oder die Art Mimivirus-dependent virus Sputnik (beide vom ICTV bestätigt).
Weitere Vorschläge von Mart Krupovic et al. (2016) wurden vom ICTV bis März 2020 übernommen:
- Realm Riboviria: Gattungen Albetovirus, Aumaivirus,[5] Papanivirus, Virtovirus (ohne Zuordnung zu höheren Taxa der Riboviria) für (+)RNA-Satellitenviren die Pflanzen infizieren
- Realm Riboviria: Familie Sarthroviridae – nur Gattung Macronovirus  (ebenfalls ohne Zuordnung zu höheren Taxa  der Riboviria)  für (+)RNA-Satellitenviren, die Bakterien infizieren, und

## Virophagen

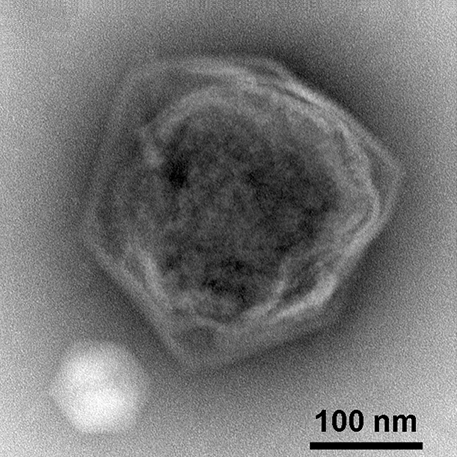
EM-Aufnahme der Virionen des Riesenvirus CroV (Rheavirus sinusmexicani) und des mit ihm assoziierten Virophagen Mavirus.

Virophagen sind Viren der Preplasmiviricota (Polinton-artige Viren, PLVs), die als Helfervirus (hier auch „Mamavirus“ genannt) der Riesenviren aus der Klasse Nucleocytoviricota (NCLDVs) benötigen, d. h. parasitieren. Die bisher offiziell bestätigten Virophagen gehören alle zur Klasse Virophaviricetes (ehemals Maveriviricetes), obwohl es auch Vorschläge für Vertreter offenbar außerhalb dieser Klasse gibt (z. B. Gezel-14T).
- Realm Varidnaviria: Klasse Preplasmiviricota mit Klasse Virophaviricetes für dsDNA-Virophagen mit den bestätigten Gattungen Sputnikvirus, Mavirus,…

## Virusoide
Die als Virusoide bezeichneten „subviralen Partikel“ aus der Verwandtschaft des Hepatitis-D-Virus (Gattung Deltavirus) benötigen ebenfalls Helferviren (im genannten Fall das Hepatitis-B-Virus) und sind daher (im weiteren Sinn) ebenfalls Satelliten. Sie bilden zusammen die Familie Kolmioviridae, monotypisch im Realm Ribozyviria:
- Realm Ribozyviria: Familie Kolmioviridae mit zirkulärer ssRNA negativer Polarität.

## Satellitenphagen

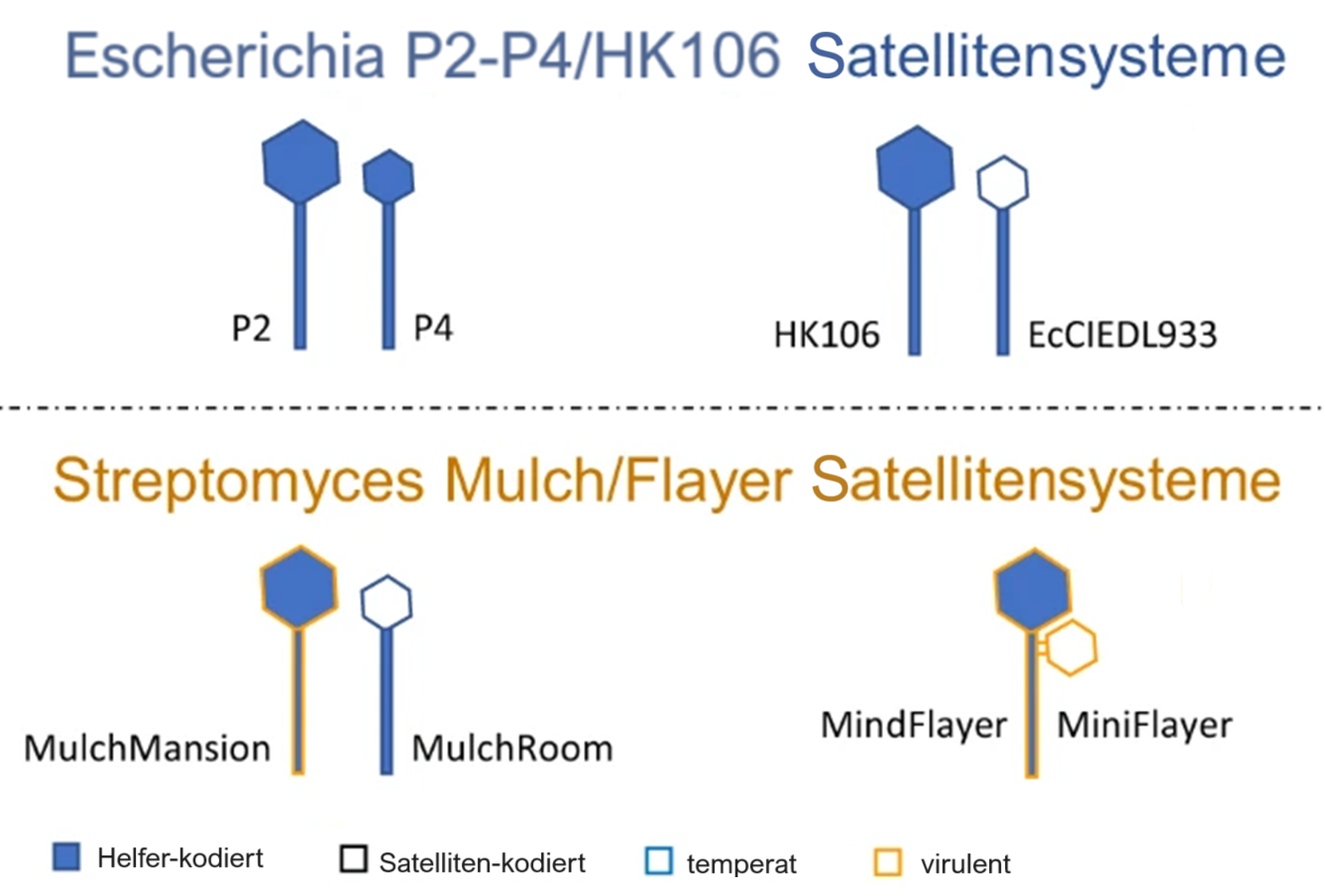
Phagen-Satellitensysteme im Vergleich.

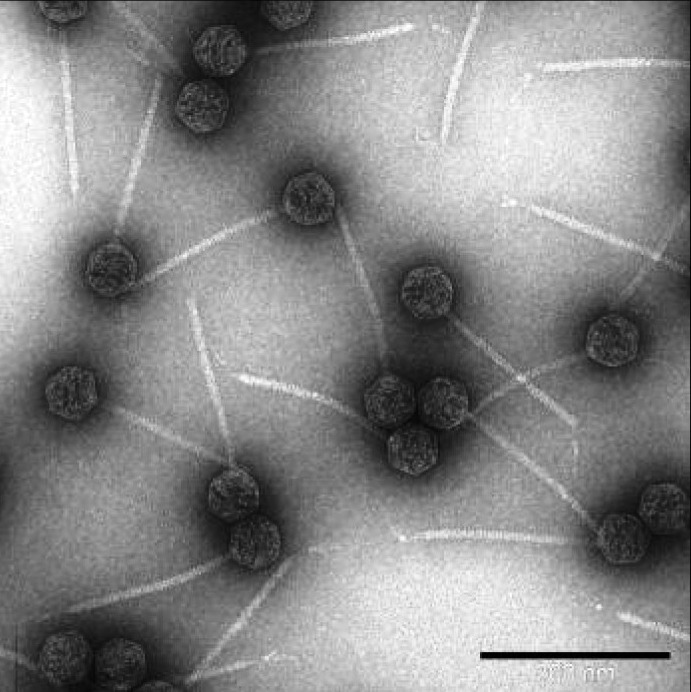
Virionen des Wildtyps von Escherichia-Phage HK106

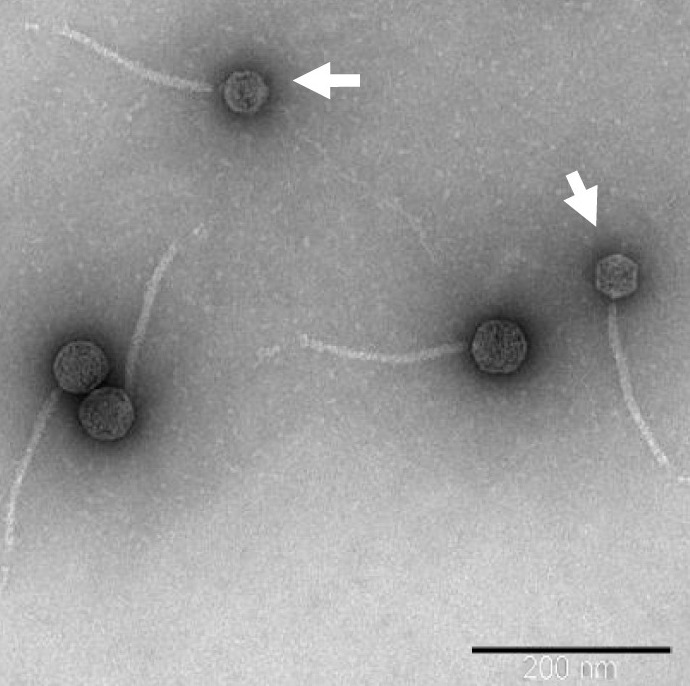
Virionen des Wildtyps von Escherichia-Phage HK106 mit den etwas kleineren Satelliten EcCIEDL933 (Pfeilspitzen)

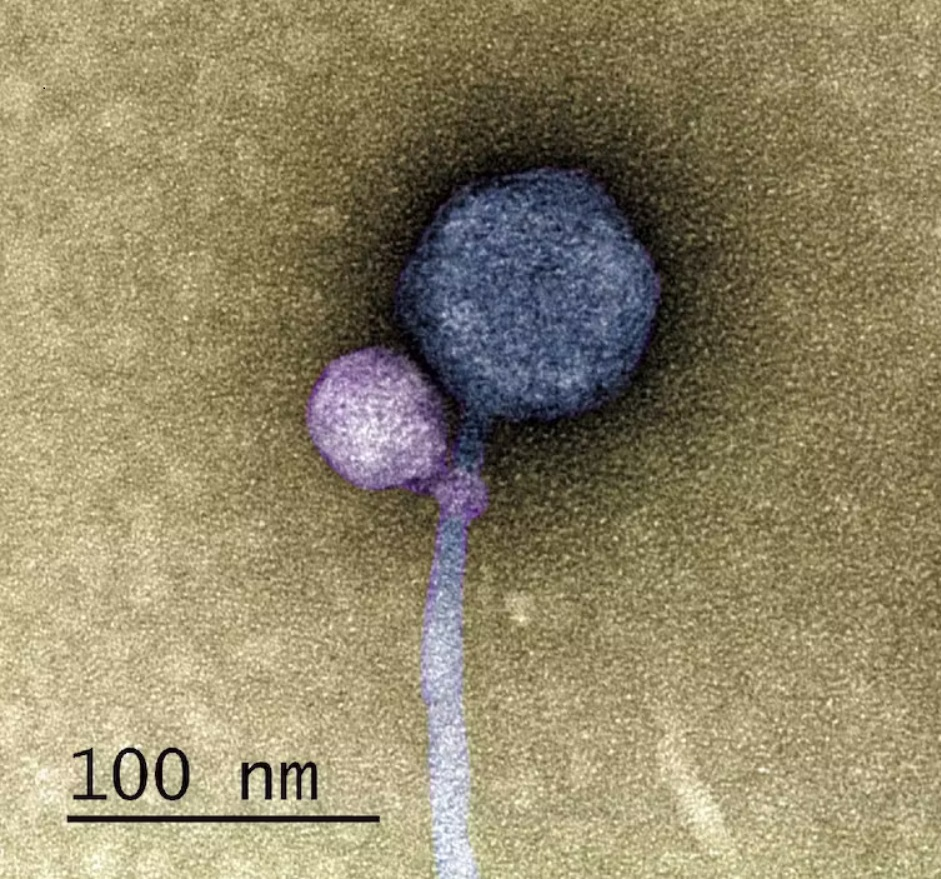
Ein Virion des „Streptomyces-Satellitenphagen MiniFlayer“ (violett) hat sich am „Hals“ seines Helfervirus, dem „Streptomyces-Phagen MindFlayer“ (grau), angeheftet

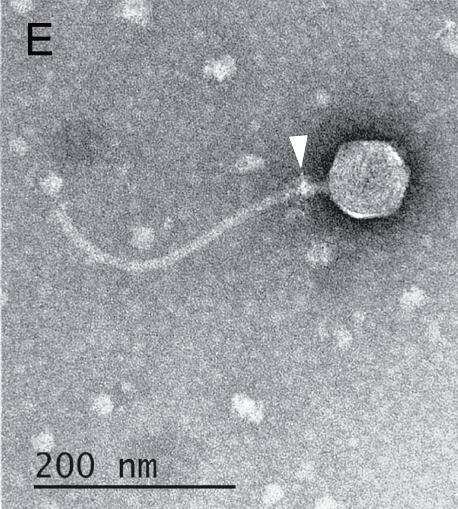
Am „Hals“ eines Partikels von Streptomyces-Phage MindFlayer befinden sich noch Reste der Schwanzfaser des Streptomyces-Satellitenphagen MiniFlayer, der sich an dessen Halsproteinen als Adhäsionsrezeptoren angeheftet hatte. Die Pfeilspitze zeigt diesen Anheftungspunkt an.

Satellitenviren, deren Helferviren Bakterien parasitieren (Bakteriophagen) nennt man Satellitenphagen, gelegentlich auch Phagelets. Beispiele (die Helferviren sind in den bekannten Beispielen alle vom Morphotyp der Siphoviren, Klasse Caudoviricetes):
- Escherichia-Phage P2 und andere der Vertreter der Gattung Peduovirus (früher P2likevirus) der Familie Peduoviridae.[8][9][6]
Satellit: Satellite phage P4 der Spezies: „Enterobacteria-Phage P4“[10]
- Escherichia-Phage HK106, Spezies Wanchaivirus HK106 der Unterfamilie Hendrixvirinae[9][6]
Satellit: EcClEDL933[9][6]
- „Streptomyces-Phage MulchMansion“, Gattung Samistivirus, Unterfamilie Boydwoodruffvirinae der Familie Stanwilliamsviridae[6][11]

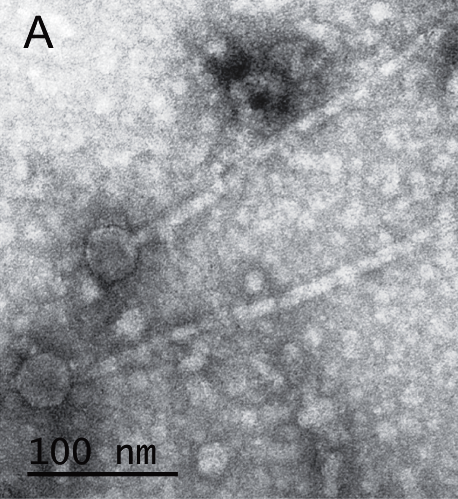
TEM-Aufnahme eines Virions des Streptomyces-Satellitenphagen MulchRoom

TEM-Aufnahme eines Virions des Streptomyces-Satellitenphagen MulchRoomSatellit: „Streptomyces-Phage Mulchroom“[12][13]

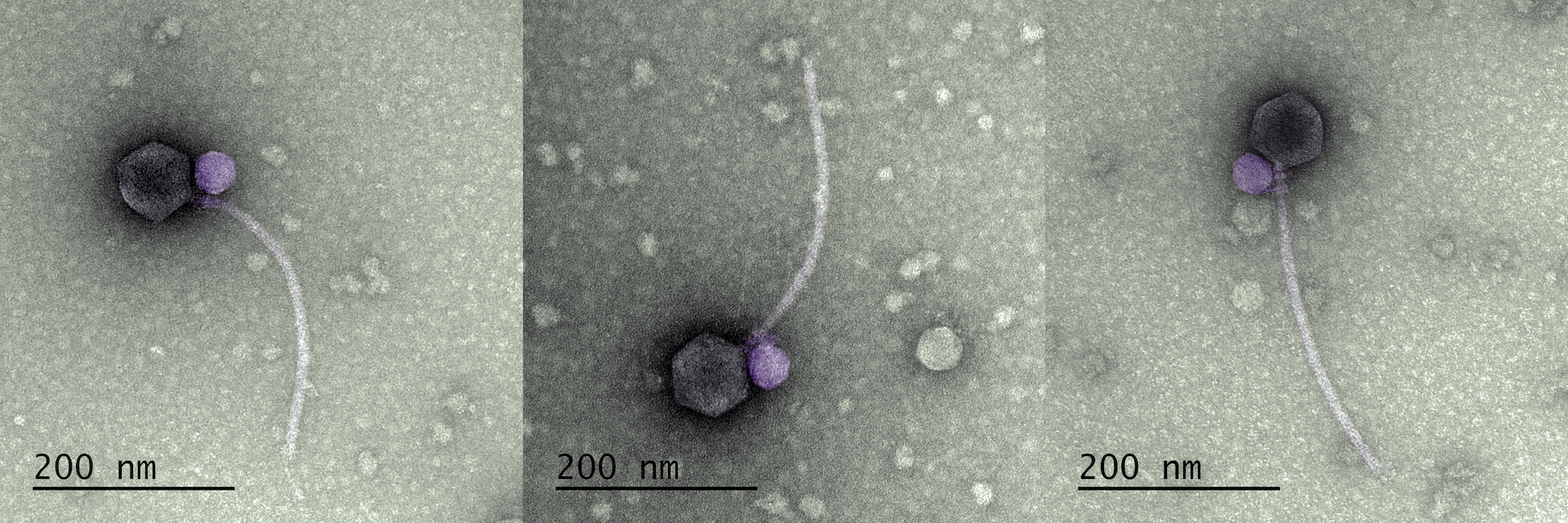
Das Satellitenvirus MiniFlayer (lila) infiziert Zellen, indem es sich an den Hals seines Helfervirus MindFlayer (grau) anheftet.

- „Streptomyces-Phage MindFlayer“, Gattung Karimacvirus, Unterfamilie Boydwoodruffvirinae der Familie Stanwilliamsviridae[6][14]
Satellit: „Streptomyces-Satellitenphage MiniFlayer“[15][7][6]

Auch diese Satelliten gehören augenscheinlich zur Klasse Caudoviricetes im Realm Duplodnaviria, obwohl dafür noch keine offizielle Bestätigung vorliegt. Im Jahr 2023 konnte gezeigt werden, wie beispielsweise sich der „Streptomyces-Satellitenphage MiniFlayer“ am „Hals“ (dem kurzen Verbindungsteil zwischen dem „Kopf“ (Kapsid) und „Schwanz“ des Helfervirus-Partikel) anheftet, wo sich offenbar entsprechende Adhäsionsrezeptoren befinden.

## Klassifizierung
Zuvor hatte man die Satellitenviren vorläufig in verschiedene Gruppen und Untergruppen klassifiziert:
Klassifikation: Satelliten
- Gruppe: Satelliten-Nukleinsäuren

- Typ: Einzelsträngige Satelliten-RNAs

- Untergruppe: Zirkuläre Satelliten-RNAs

- Kreuzblüten-Mosaik-Virus
- Cereal Yellow Dwarf Virus (Cereal yellow dwarf virus RPS und Cereal yellow dwarf virus RPV, Solemoviridae: Polerovirus)
- Chicory Yellow Mottle Virus satellite RNA
- Tobacco Ringspot Virus (Secoviridae: Comovirinae:  Nepovirus nicotianae)
- Lucerne Transient Streak Virus (vLTSV) (Solemoviridae: Sobemovirus)
- Solanum Nodiflorum Mottle Virus (vSNMV) (dito)
- Subterranean Clover Mottle Virus (vSCMoV, 2 Typen) (dito)
- Velvet Tobacco Mottle Virus (vVTMoV) (dito)

- Untergruppe: Kleine Lineare Satelliten-RNAs

- Pea Enation Mosaik Virus (Pea enation mosaic virus 1, Luteoviridae: Enamovirus)
- Gurken-Mosaik-Virus (Cucumber mosaic virus, Bromoviridae: Cucumovirus)
- Cymbidium Ringspot Virus (Tombusviridae: Tombusvirus cymbidii)
- Erdnuss-Rosetten-Virus (Groundnut rosette virus: Tombusviridae: Umbravirus)
- Kleiner-Stachelbeeren-Rosetten-Virus
- Peanut Stunt Virus  (Bromoviridae: Cucumovirus)
- Turnip Crinkle Virus (Tombusviridae: Betacarmovirus brassicae)
- Tabak-Nekrose-Virus (Tobacco necrosis virus A, Tombusviridae: Alphanecrovirus nicotianae)
- Robinien-Mosaik-Virus (RoMV)

- Untergruppe: Große Satelliten-RNAs

- Beet Necrotic Yellow Vein Virus satellite-like RNA
- Großer Kreuzblüten-Mosaik-Virus
- Bambus-Mosaik-Virus, englisch Bamboo mosaic virus (Tymovirales: Alphaflexiviridae: Potexvirus)
- (Großer) Chicory Yellow Mottle Virus, englisch Chicory yellow mottle virus large satellite RNA)
- Grapevine Bulgarian Latent Virus (Secoviridae: Comovirinae: Nepovirus)
- Grapevine fanleaf virus satellite RNA (zu Grapevine Fanleaf Virus, dito, siehe Reisigkrankheit)
- Mirobolan latent ringspot virus (dito)
- Tomato Blackring Virus alias Nepovirus tomato blackring virus (TBRV) (dito, Nepovirus nigranuli)
- Beet ringspot virus satellite (zu Beet Ringspot Virus, dito, Nepovirus betae)
- Strawberry latent ringspot virus satellite RNA (zu Strawberry Latent Ringspot Virus (Secoviridae: Stralarivirus fragariae, siehe Reisigkrankheit)

- Typ: Zweisträngige Satelliten-RNAs

- Satellit des Saccharomyces cerevisiae M Virus (M satellites of Saccharomyces L-A virus)
- Satellit des Trichomonas vaginalis TI Virus
- Satellit des Ustilago maydis Killer M Virus

- Typ: Einzelstängige Satelliten-DNAs

- Tomato begomovirus satellite DNA beta (Betasatellite, Tolecusatellitidae) zu Tomato Leaf Curl Virus (Geminiviridae: Begomovirus)

- Gruppe: Satelliten-Viren

- Typ: Einzelsträngige RNA Satelliten-Viren

- Untergruppe: Chronische Bienen-Paralyse assoziierte Satelliten-Viren (und andere Insekten)

- „Chronisches-Bienen-Paralyse-Satelliten-Virus“

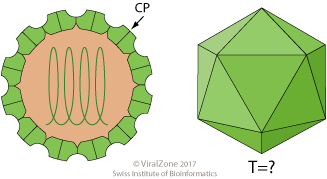
Schemazeichnung eines Virions der Gattung Aumaivirus, Querschnitt und Seitenansicht. Ein ähnliches Bild bieten die Partikel von der Gattungen Albetovirus, Papanivirus und Virtovirus

- „Nilaparvata lugens commensal X virus“

- Untergruppe: Tabak Necrosis Virus-Satelliten (Pflanzen-Satelliten-Viren)

- Gattung Papanivirus

- Panicum papanivirus 1 (offiziell), Hirse-Mosaik-Satelliten-Virus (SPMV) und St. Augustine decline satellite virus (SSADV) sowie evtl. „Satellite grapevine virus“ (SGVV)

- Gattung Virtovirus

- Tobacco virtovirus 1 (offiziell), Tabak-Mosaik-Satelliten-Virus, en. Tobacco necrosis satellite virus, alias Tabak-Nekrose-Satelliten-Virus, en. Tobacco mosaic satellite virus (STMV)
- „Grapevine satellite virus“ (SGVV)

- Gattung Albetovirus

- Tobacco albetovirus 1 (offiziell), Satellite tobacco necrosis virus 1 (STNV-1)
- Tobacco albetovirus 2, Satellite tobacco necrosis virus 2 (STNV-2)
- Tobacco albetovirus 3, Satellite tobacco necrosis virus C (STNV-C)

- Gattung Aumaivirus

- Maize aumaivirus 1 (offiziell), Satellite maize white line mosaic virus, alias Maize White Line Mosaic Satelliten-Virus (SMWLMV)